# Gazelle Twin
Elizabeth Bernholz, mais conhecida como Gazelle Twin, é uma cantora e compositora inglesa.

## Carreira
Twin iniciou a sua trajetória na música após assistir a uma apresentação de Fever Ray no Loop Festival de 2009. Ela notou como "o show me lembrou do quão poderosas e libertadoras  as roupas são, e eu me interessei pelo poder do disfarce".
O seu álbum de estreia, The Entire City, lançado em julho de 2011, recebeu aclamação crítica. A obra inclui dois dos seus singles gravados previamente: "Changelings" (2010) e "I Am Shell I Am Bone" (2011). Em 2014 Gazelle Twin lançou o seu segundo álbum,  Unflesh, recebendo mais elogios da crítica especializada. Em uma entrevista com Guy Mankowski concedida a PopMatters, Bernholz mencionou que nas apresentações ao vivo das músicas do álbum Unflesh, ela gostaria de ter performado usando uma versão de seu uniforme escolar, afirmando que queria "voltar à adolescência, para sentir literalmente a ideia de novamente ser esquisita, como eu pensei que era (e muitas vezes sentia) na época." Ela se casou com o músico inglês da cena local Jez Bernholz, que também se apresenta junto a ela no palco.

## Discografia

### Álbuns
- 2011: The Entire City (Anti-Ghost Moon Ray Records, AGMR)
- 2012: The Entire City Remixed (AGMR)
- 2014: Unflesh
- 2016: Out of Body (Last Gang Recordings)
- 2017: Kingdom Come[8] (Anti-Ghost Moon Ray Records)

EPs
- 2013: Mammal (7-track EP) (Sugarcane Recordings)

Singles
- 2010: "Changelings" (Something Nothing Records)
- 2011: "I Am Shell I Am Bone"
- 2011: "Men Like Gods" (AGMR)
- 2014: "Belly Of The Beast" (AGMR)
- 2014: "Anti Body" (AGMR)
- 2014: "GUTS" (AGMR)
- 2014: "Human Touch" (AGMR)